# Johan Dalene
Johan Isak Dalene, född 5 augusti 2000 i Svärtinge församling, Östergötlands län, är en svensk-norsk violinist.

## Biografi
Dalene började spela som fyraåring för Päivikki Wirkkala Malmqvist och fortsatte sina violinstudier för professor Per Enoksson. Sju år gammal debuterade han som solist med Norrköpings Symfoniorkester och har sedan dess framträtt regelbundet i Sverige och utomlands, bland annat som solist med Sveriges Radios Symfoniorkester, Kungliga Filharmoniska Orkestern, Oslo-Filharmonien, Bergen Filharmoniske Orkester, New Japan Philharmonic, Gewandhausorkestern Leipzig, BBC Symphony Orchestra, Konzerthausorchester Berlin, Czech Philharmonic Orchestra,  London Philharmonic Orchestra, San Francisco Symphony. 
2019 vann Dalene första pris i Carl Nielsen International Violin Competition och samma år upptogs han som New Generation Artist på BBC Radio 3. Under säsongen 2020/21 var Dalene utnämnd till Klassiska artisten i Sveriges Radio P2 och Berwaldhallen. Säsongen 2021/22 var han utvald till Rising Star artist av European Concert Hall Organisation (ECHO).
Dalene är exklusiv artist på skivbolaget BIS.
Dalene spelar på en Stradivarius violin från 1725, utlånad av Anders Sveaas’ Almennyttige Fond.

## Utmärkelser och priser
- Vinnare i Thomas & Evon Cooper International Violin Competition 2017[12]
- Vinnare i Carl Nielsen International Violin Competition 2019[13]
- Den Norske Solistpris, 2019[14]
- Håkan Mogren stipendium, 2019[15]
- Sixten Gemzéus stora musikstipendium, 2020[16]
- Broocmanpriset, 2020[17]
- Equinors klassiska musikstipendium, 2020[18]
- Dronning Ingrids Hæderslegat, 2021[19]
- Anders Wall Giresta-stipendium, 2022[20]
- Young Artist of the Year, Gramophone Classical Music Awards 2022[21]
- Grammis för årets klassiska, 2023[22]
- Expressens kulturpris Spelmannen, 2023[23]
- Alfvénsälskapets stipendium, 2025[24]

## Diskografi
- Tchaikovsky & Barber Violinkonserter, Norrköping Symfoniorkester, dirigent Daniel Blendulf (BIS, 2019)
- Nordic Rhapsody, Christian Ihle Hadland piano (BIS, 2021)
- Sibelius & Nielsen Violinkonserter, Kungliga Filharmoniska Orkestern, dirigent John Storgårds (BIS, 2022)
- Stained Glass, Christian Ihle Hadland piano (BIS, 2023)
- Souvenirs, Peter Friis Johansson piano (BIS, 2024)